# Learjet 31
El Learjet 31 es un avión bimotor americano de diez asientos (dos tripulantes y ocho pasajeros) de altas prestaciones. Fabricado por Learjet (una filial de Bombardier) como sucesor del Learjet 29.

## Historia
El primer vuelo del LJ31 tuvo lugar el 11 de mayo de 1987. La variante Learjet 31A fue introducida en octubre de 1990. Esta versión presentaba una mejora de la velocidad de crucero, un sistema de aviónica digital con EFIS aportado por AlliedSignal (hoy Honeywell) y un cambio de la configuración del panel de instrumentos. La rueda del tren de morro, se gira gracias a un sistema de giro por cable eléctrico. El parabrisas puede ser calentado eléctricamente.
También se produjo el Learjet 31ER con alcance mejorado.
El primer 31A con número de serie 31A-035 entró en servicio el 15 de agosto de 1991. El último 31A entregado, número de serie 31A-242 fue entregado el 1 de octubre de 2003.

## Variantes

### Learjet 31
El modelo Learjet 31 es, sin lugar a dudas, la última creación de las series originales Learjet (que se remonta al LearJet 23 de 1963). Tras este se efectuaron combinaciones de fuselaje y motores del modelo 35/36 con el ala “Longhorn” de los modelos 28, 29 y 55, con alcances apenas perceptibles entre los diferentes modelos. La altitud de crucero se situó entre los 41.000 y los 47.000 pies (12.500-14.900 m) y la altitud máxima de crucero se cifró en 51.000 pies (15.500 m) apenas alcanzable por unos pocos aviones civiles. Las mejoras en los modelos previos, como el “Delta-Fins” y el “Ski-Locker” incrementaron la utilidad y mejoraron la capacidad del modelo 31. El añadido del Delta-Fins en la parte trasera del empenaje simplificó el proceso de certificación del avión por eliminación de la necesidad de comprobar el dispositivo de prevención de la entrada en pérdida. Incrementó la estabilidad direccional, como resultado del Delta-Fins, lo cual también supuso una importante mejora.

### Learjet 31A

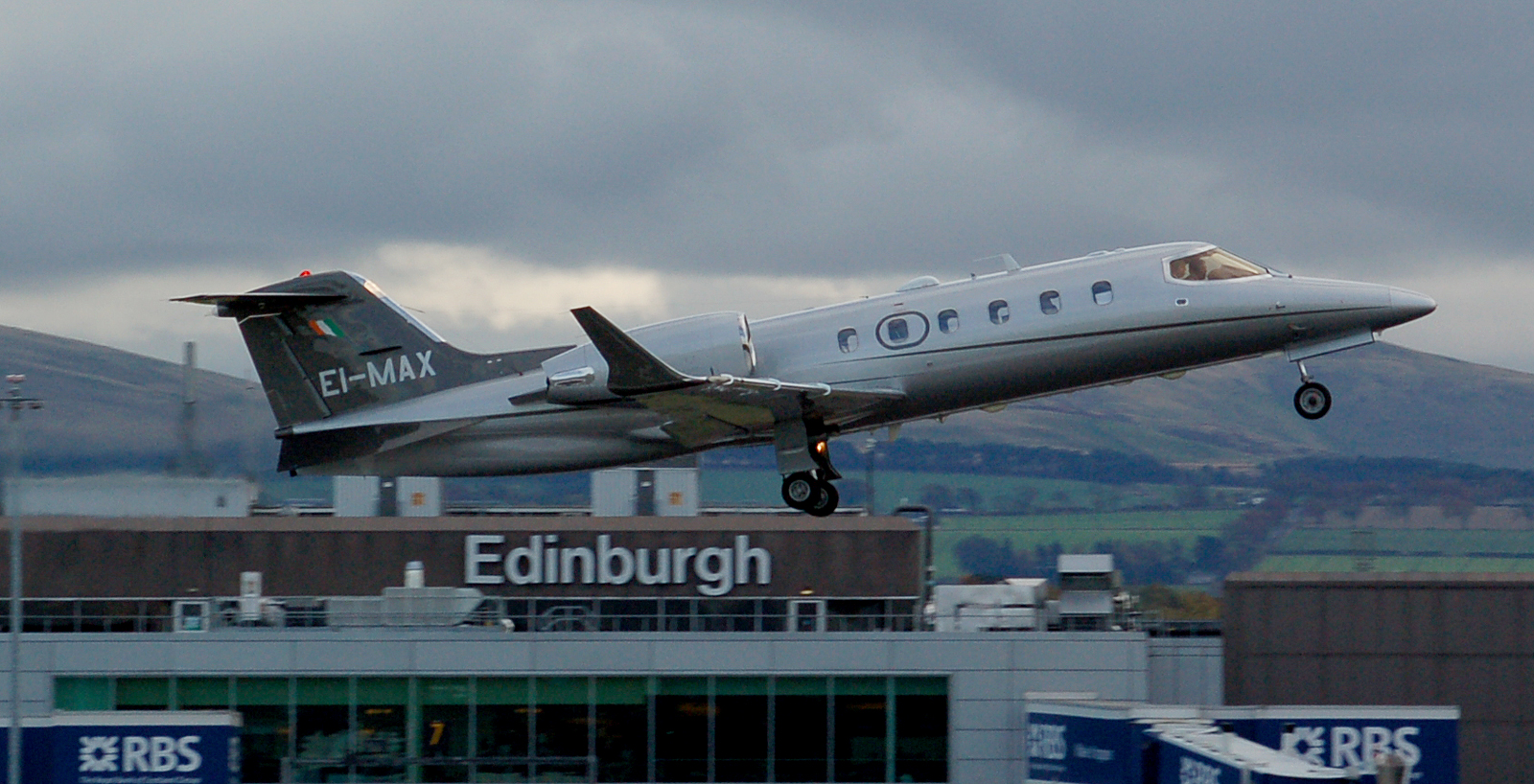

El Learjet 31A fue anunciado en 1990 como reemplazo después de haber construido 38 Learjet 31. Cabe destacar, que los últimos seis 31, 31-033, 31-033A, 31-033B, 31-033C, 31-033D, 31-034 fueron dotados de sistemas de aviónica Honeywell para la formación en vuelo de Singapore Airlines y dotarlo de una cabina única. El modelo 31A contó con numerosas modificaciones, sin embargo los cambios más notables se produjeron en la consola de vuelo. Las modificaciones y actualizaciones clave de cabina y aviónica del modelo 31A incluyen: un EFIS 50 Bendix King (ahora Honeywell después de la fusión con Allied Signal), con sistema de gestión de vuelo Universal 1M, 1B y 1C, un director de vuelo y piloto automático dual KFC 3100 de doble eje con yaw damper, y un doble sistema de comunicación Bendix King (las radios fueron vendidas a Chelton Avionics cuando Allied Signal se unió a Honeywell) VCS-40A, con receptores de navegación VN-411B Series III.
En el año 2000 el Learjet 31A fue revisado de nuevo. Los pesos de despegue y aterrizaje fueron incrementados. El diseño original N2 del control electrónico digital del motor (DEEC) fue reemplazado con un N1 DEEC, y las reversas se convirtieron en equipamiento estándar. El sistema de aire acondicionado por freon R12 fue reemplazado por un sistema R134A dividido en dos zonas – cabina de vuelo y cabina de pasaje.

### Learjet 31A/ER
Versión de largo alcance del Learjet 31A, con un alcance de 1911 nm (2199 millas o 3539 km).

### Modificaciones post-venta
Raisbeck Engineering ofrece dos modificaciones post-venta para el Learjet 31. La zona de carga trasera ofrecida por esta compañía es un contenedor de almacenamiento externo montada en la parte inferior de la mitad trasera del fuselaje que puede albergar 300 libras de equipaje.  La adición del maletero no supone ninguna clase de penalización en las prestaciones del avión. Esta compañía también ofrece el paquete de mejoras de prestaciones ZR LITE.  Esta modificación supone reducir la resistencia del avión en crucero implicando un 25% menos de tiempo para el ascenso, 3000 a 4000 pies de mayor altitud inicial de crucero, un incremento de.02 en la velocidad Mach en crucero con idéntica configuración de potencia, 1% de descenso del N1 y una reducción de 15º ITT a idéntica velocidad Mach y un incremento del 5-11% en el alcance.

## Operadores
Estados Unidos
- NASA

## Especificaciones (Learjet 31)

### Características generales
- Tripulación: 2 (piloto y copiloto)
- Capacidad: 8 pasajeros
- Carga: 1.433 kg
- Longitud: 14,9 m (48,9 ft)
- Envergadura: 13,4 m (43,8 ft)
- Altura: 3,7 m (12,2 ft)
- Superficie alar: 24,2 m² (260,5 ft²)
- Peso vacío: 4471 kg (9854,1 lb)
- Peso máximo al despegue: 7030 kg (15 494,1 lb)
- Planta motriz: 2× Turbofán Garrett TFE731-2.
  - Empuje normal: 15,6 de empuje cada uno.
- Capacidad de combustible: 3.524 litros (4.240 litros en vuelo ferry).

### Rendimiento
- Velocidad máxima operativa (Vno):  a 12.500 m; Mach 0,81
- Velocidad crucero (Vc): 828 km/h
- Velocidad de entrada en pérdida (Vs): 156 km/h
- Alcance: 3.020 km
- Radio de acción: km
- Alcance en combate: km
- Techo de vuelo: 51.000 ft (15545 m)
- Régimen de ascenso: 5.480 ft/m